# العلاقات الأردنية الزيمبابوية
العلاقات الأردنية الزيمبابوية هي العلاقات الثنائية التي تجمع بين الأردن وزيمبابوي.

## مقارنة بين البلدين
هذه مقارنة عامة ومرجعية للدولتين:
| وجه المقارنة                                              | الأردن                   | زيمبابوي |
| --------------------------------------------------------- | ------------------------ | --- |
| المساحة (كم2)                                             | 89.34 ألف                | 390.76 ألف |
| عدد السكان (نسمة)                                         | 9.81 مليون               | 16.53 مليون |
| الكثافة السكانية (ن./كم²)                                 | 109.81                   | 42.3 |
| العاصمة                                                   | عمان                     | هراري |
| اللغة الرسمية                                             | اللغة العربية            | لغة إنجليزية، اللغة الشونا، النديبيلية الشمالية ‏، لغة الشيشيوا، Barwe ‏، Kalanga language ‏، Tshwa language ‏، النداو ‏، اللغة التسونجا، لغة الإشارة الزيمبابوية ‏، اللغة السوتية، تونغا ‏، اللغة التسوانية، اللغة الفيندية، اللغة الكوسية |
| العملة                                                    | دينار أردني              | دولار أمريكي |
| الناتج المحلي الإجمالي (بليون دولار)                      | 40.07 مليار              | 17.85 مليار |
| الناتج المحلي الإجمالي (تعادل القوة الشرائية) بليون دولار | 82.80 مليار              | 27.88 مليار |
| الناتج المحلي الإجمالي الاسمي للفرد دولار أمريكي          | 4.94 ألف                 | 924 |
| الناتج المحلي الإجمالي للفرد دولار أمريكي                 | 12.05 ألف                | 1.79 ألف |
| مؤشر التنمية البشرية                                      | 0.748                    | 0.509 |
| رمز المكالمات الدولي                                      | +962                     | +263 |
| رمز الإنترنت                                              | .jo                      | .zw |
| المنطقة الزمنية                                           | ت ع م+02:00، ت ع م+03:00 | ت ع م+02:00 |

## منظمات دولية مشتركة
يشترك البلدان في عضوية مجموعة من المنظمات الدولية، منها:
| علم المنظمة | اسم المنظمة                                                | تاريخ انضمام الأردن | تاريخ انضمام زيمبابوي |
| ----------- | ---------------------------------------------------------- | ------------------- | --------------------- |
|             | مؤسسة التنمية الدولية                                      | 4 أكتوبر 1960       | 29 سبتمبر 1980        |
|             | الأمم المتحدة                                              | 14 ديسمبر 1955      | 25 أغسطس 1980         |
|             | منظمة التجارة العالمية                                     | ?                   | ?                     |
|             | العملية المشتركة للاتحاد الأفريقي والأمم المتحدة في دارفور | ?                   | ?                     |
|             | منظمة الشرطة الجنائية الدولية                              | ?                   | ?                     |
|             | المركز الدولي لتسوية المنازعات الاستشارية                  | 29 نوفمبر 1972      | 19 يونيو 1994         |
|             | الاتحاد الدولي للاتصالات                                   | 20 مايو 1947        | 10 فبراير 1981        |
|             | البنك الدولي للإنشاء والتعمير                              | 29 أغسطس 1952       | 29 سبتمبر 1980        |
|             | الاتحاد البريدي العالمي                                    | ?                   | ?                     |
|             | منظمة حظر الأسلحة الكيميائية                               | ?                   | ?                     |
|             | مؤسسة التمويل الدولية                                      | 20 يوليو 1956       | 29 سبتمبر 1980        |
|             | وكالة ضمان الاستثمار متعدد الأطراف                         | 12 أبريل 1988       | 10 أبريل 1992         |
|             | يونسكو                                                     | 14 يونيو 1950       | 22 سبتمبر 1980        |

## وصلات خارجية
- موقع وزارة الخارجية الأردنية
- موقع وزارة الخارجية الزيمبابوية